# 鈴木正雄 (松坂屋)
鈴木 正雄（すずき まさお、1918年（大正7年）8月29日 - 2007年（平成19年）12月10日）は、日本の実業家。松坂屋社長・会長。愛知県岡崎市出身。

## 人物・来歴
1936年、岡崎市立商業学校（現・愛知県立岡崎商業高等学校）卒業後、松坂屋に入社。
1972年、取締役名古屋店長に就任し、伊藤鈴三郎社長の片腕として頭角を現し、常務、専務を経て、1978年副社長となる。
1980年、会長の16代目・伊藤次郎左衛門（伊藤祐茲）は、任期半ばの弟・鈴三郎に辞任を迫り、長男・伊藤洋太郎を社長の座に据える。鈴三郎は一族の序列をわきまえて沈黙を守ったが、彼の腹心たちはこの不条理な行為を許さなかった。

### 松坂屋お家騒動
1984年12月、16代目が死去し、会長が空席になると、1985年1月に鈴木は会長に就任した。社長の洋太郎にこの昇格人事案は直前まで知らされておらず、洋太郎は異を唱えたが、役員会の賛成多数で押し切られてしまった。鈴木は社内を完全に把握していたのである。
この3か月後の4月22日、臨時取締役会が開かれ、社長を解任して会長にし、鈴木が社長に就任する議案が決議された。これに対し洋太郎は社長室に籠城し、決議無効を主張したという。創業家一族と生え抜き役員たちとの泥沼の争いが繰り広げられたが、幕引きは意外なところからやってきた。東海銀行（松坂屋のメインバンクで筆頭株主）会長であり、名古屋財界の重鎮でもあった三宅重光が「雛壇に新しい形で並べたら意外に座りがいい」と語り、鈴木社長を認める裁定を下して、伊藤一族に引導を渡してしまったのである。
鈴木は「私は工作などしていない。皆に推された」と否定したが、腹心の役員らと連携し自らが実権を握る事実上のクーデターであり、松坂屋のお家騒動として全国的に注目された。

### その後
1991年、再度会長となり、1993年に相談役、1997年11月に総会屋への利益供与事件の発覚を受け、相談役を辞任した。
2007年12月10日、心不全のため死去。89歳没。

## 経歴
- 1936年、岡崎市立商業学校卒業後、松坂屋に入社。
- 1972年、取締役名古屋店長。
- 1978年、副社長。
- 1985年1月、会長就任。
- 1985年4月、臨時取締役会で、伊藤洋太郎社長を会長に退かせて社長に就任。
- 1991年、再度会長就任。
- 1993年、相談役。
- 1997年11月、相談役を辞任。
- 2007年12月10日、死去。